# Пискливый геккончик
Пискли́вый гекко́нчик, или Пискли́вый североазиа́тский гекко́нчик (лат. Alsophylax pipiens) — вид ящериц из рода Североазиатских геккончиков семейства гекконов.
В гортани наиболее хорошо среди гекконов стран бывшего СССР развит голосовой аппарат, что позволяет пискливому геккончику издавать «металлические» цикающие звуки, часто принимаемые за птичьи.

## Внешний вид
Мелкая ящерица — длина тела достигает 4,2 см. Хвост почти равен длине тела, легко отбрасывается. Туловище и голова немного приплюснуты. Зрачок вертикальный, с зазубренным краем. Ушное отверстие мелкое, округлое. Тело покрыто черепицеобразной однородной плоской чешуей, среди которой выделяются более крупные округлые, слегка выпуклые чешуйки. Боковые чешуйки меньших размеров, чем брюшные, а горловые примерно такой же величины, как спинные. Бахромы из зубчатых чешуй по бокам пальцев нет. Пальцы прямые. Их конечные фаланги с боков не сжаты. 
Окраска верхней стороны тела песочно-охристая с сероватым оттенком. От верхней губы через глаз с каждой стороны головы проходит тёмно-коричневая полоса. Полосы могут сливаться на затылке, образуя подковообразный рисунок. На спине 4—7 широких поперечных полос темно-коричневого цвета. Полоски на хвосте (до 11) и на ногах также темно-коричневые. Желтоватые продольные полосы по бокам головы тянутся от ноздри до переднего края глаза. Низ белый с лимонным оттенком.

## Образ жизни и экология
Типичный обитатель полупустынь. Даже в степях придерживается участков полупустынного типа. Встречается преимущественно по склонам невысоких поднятий, в зонах выветривания с плитовидными обломками, реже — на глинисто-щебнистых равнинах. Может проникать на окраины песков в пустыне Гоби. Для всех стаций характерна очень скудная травянистая растительность, состоящая из тасбиюргуна, терескена, полыни, солянок и низкорослых злаков.
Из укрытий появляется с наступлением темноты, в пасмурную погоду встречается и днем.
Весной после зимовки выходит в конце марта — начале апреля. Уходит на зимовку в сентябре — октябре[источник?].
Питается мелкими членистоногими — в основном прямокрылыми, перепончатокрылыми, жуками, мухами и их личинками, а также бабочками, муравьями, клопами, паукообразными, в том числе мелкими скорпионами.
Половозрелости достигают в возрасте 20 месяцев при длине тела 2,5—2,8 см. Спаривание в конце апреля — мае, откладка яиц в конце мая — июне, в кладке 1, редко 2 яйца длиной не более 1 см.
Врагами в природе являются сороки. С 1956 по 1976 гг. установлено уменьшение численности гекконов в 600—700 раз в связи с усыханием Аральского моря и последующим резким сокращением численности беспозвоночных.

## Распространение
Типовая территория: Гора Большой Богдо, Астраханская область, Россия. Одновременно единственное место обитания вида в Европе.
Азиатская часть ареала охватывает Центральную Азию и Казахстан, южную Монголию и прилежащие районы Китая. Ареал в целом совпадает с границами степной и пустынной зон и простирается от низовий Волги на западе до южной Гоби и Алашани на востоке.

## Охрана
Пискливый геккончик занесён в Красную книгу России (категория 3), охраняется в Богдинско-Баскунчакском заповеднике, единственном в России месте обитания этого вида. Ранее на горе Большой Богдо его местообитание уничтожалось вследствие выработки коренной породы.
В Монголии около 24% ареала вида находится в пределах охраняемых территорий.